# Volžsk
Volžsk, (in russo Волжск?, in Lingua mari Юлсер-Ола) è una città della Russia, che si trova nella Repubblica dei Mari sulla riva sinistra del Volga a 100 chilometri a sud di Joškar-Ola. 

La città fu fondata nel XVI secolo, nel 1940 ottenne lo status di città e ora è capoluogo dello Volžskij rajon.